# 에즈메이 멜빌
에즈메이 멜빌(Esme Grace Mount-Melville, 영어 발음: /ˈezmeɪ/, 1918년 7월 23일 ~ 2006년 9월 14일)은 오스트레일리아의 배우이다.
멜버른에서 사망하였다.

## 출연 작품
- 로멀러스, 마이 파더 (2006년)
- 데드 엔드 (1999년)
- 시암 썬셋 (1999년)
- 스포츠우드 사람들 (1991년)
- 멀 (1989년)
- 마피아 결투 (1974년)

### 텔레비전
- 프리즈너 (1980-86, Prisoner) - 베릴 허드슨 역